# Каллисто (спутник)
Калли́сто (лат. Callisto; др.-греч. Καλλιστώ) — второй по размеру спутник Юпитера (после Ганимеда), один из четырёх галилеевых спутников и самый удалённый среди них от планеты. Является третьим по величине спутником в Солнечной системе после Ганимеда и Титана. Был открыт в 1610 году Галилео Галилеем, назван в честь персонажа древнегреческой мифологии — Каллисто, любовницы Зевса.
Благодаря низкому уровню радиационного фона в окрестностях Каллисто и её размерам её часто предлагают для основания станции, которая послужит для дальнейшего освоения системы Юпитера человечеством. На 2015 год основной объём знаний об этом спутнике получен аппаратом «Галилео»; другие АМС — «Пионер-10», «Пионер-11», «Вояджер-1», «Вояджер-2», «Кассини» и «Новые горизонты» — изучали спутник во время полёта к другим объектам.

## Основные сведения
Каллисто — синхронный спутник: её период вращения вокруг своей оси равен её орбитальному периоду, таким образом, она всегда обращена к Юпитеру одной стороной (находится в приливном захвате). Так как Каллисто не находится в высокочастотном орбитальном резонансе с другими крупными спутниками, возмущения со стороны Ио, Европы, Ганимеда не вызывают увеличения эксцентриситета её орбиты и не приводят к приливному разогреву из-за взаимодействия с центральной планетой.
Каллисто — третий по величине спутник в Солнечной системе, а в спутниковой системе Юпитера — второй после Ганимеда. Диаметр Каллисто составляет около 99 % диаметра Меркурия, а масса — всего треть от массы этой планеты. Каллисто имеет среднюю плотность около 1,83 г/см3 и состоит из приблизительно равного количества камня и льдов. Спектроскопия выявила на поверхности Каллисто водяной лёд, углекислый газ, силикаты и органику.
Каллисто менее подвержена влиянию магнитосферы Юпитера, чем более близкие его спутники, потому что находится достаточно далеко от него. Она покрыта множеством кратеров, что указывает на большой возраст её поверхности. Там практически не заметно следов подповерхностных процессов (например, тектонических или вулканических), и, очевидно, главную роль в формировании рельефа на спутнике играют удары метеоритов и более крупных объектов. Наиболее характерная особенность поверхности Каллисто — многокольцевые структуры («цирки»), а также большое количество ударных кратеров различной формы, некоторые из которых образуют цепочки, и связанные со всеми этими структурами откосы, гребни и отложения. Низменности спутника характеризуются сглаженным ландшафтом и более тёмным цветом, а верхние части возвышенностей покрыты ярким инеем. Относительно небольшое количество маленьких кратеров по сравнению с большими, а также заметная распространённость холмов указывают на постепенное сглаживание рельефа спутника процессами сублимации. Точный возраст геоструктур Каллисто неизвестен.
Каллисто окружена чрезвычайно разреженной атмосферой, состоящей из углекислого газа и, возможно, из молекулярного кислорода, а также относительно мощной ионосферой.
Каллисто, как предполагается, образовалась в ходе медленной аккреции из газопылевого диска, окружавшего Юпитер после его формирования. Из-за низкой скорости наращивания массы спутника и слабого приливного нагрева температура в его недрах была недостаточной для их дифференциации. Но вскоре после начала формирования Каллисто внутри неё началась медленная конвекция, которая привела к частичной дифференциации — формированию подповерхностного океана на глубине 100—150 км и небольшого силикатного ядра. По данным измерений, выполненных с борта КА «Галилео», глубина подповерхностного слоя жидкой воды превышает 100 км. Наличие океана в недрах Каллисто делает этот спутник одним из возможных мест присутствия внеземной жизни. Однако на Каллисто условия для возникновения и поддержания жизни на основе хемосинтеза менее благоприятны, чем на Европе.

## Открытие и наименование
Каллисто была обнаружена Галилео Галилеем в январе 1610 года вместе с тремя другими большими спутниками Юпитера (Ио, Европой и Ганимедом) и получила своё имя, как и другие галилеевы спутники, в честь одной из возлюбленных древнегреческого бога Зевса. Каллисто была нимфой (по другим источникам — дочерью Ликаона), приближённой к богине охоты Артемиде. Название для спутника предложил Симон Марий вскоре после открытия. Марий приписывал это предложение Иоганну Кеплеру. Однако современные названия галилеевых спутников не находили широкого употребления вплоть до середины ХХ столетия. Во множестве ранней астрономической литературы Каллисто упоминается как Юпитер IV (по системе, предложенной Галилео) или как «четвёртый спутник Юпитера». Прилагательным от названия спутника будет «каллистонианский»[уточнить].

## Исследование
Пролёт вблизи Юпитера в 1970-х годах АМС «Пионер-10» и «Пионер-11» лишь незначительно расширил представления о поверхности и внутренней структуре Каллисто по сравнению с тем, что было о ней известно благодаря наземным наблюдениям. Подлинным прорывом стало исследование спутника космическими аппаратами «Вояджер-1» и «2» в ходе их пролёта около Юпитера в 1979—1980 годах. Они провели фотографирование более чем половины поверхности спутника с разрешением в 1—2 км и позволили получить точные данные о массе, форме и температуре поверхности. Новая эпоха исследований длилась с 1994 по 2003, когда КА «Галилео» совершил восемь близких пролётов от Каллисто, а во время последнего пролёта по орбите C30 в 2001 прошёл на расстоянии в 138 км от поверхности спутника. «Галилео» провёл глобальное фотографирование поверхности спутника и для некоторых отдельных районов сделал немало фотографий с разрешением до 15 метров. В 2000 году КА «Кассини», находясь в полёте к системе Сатурна, получил инфракрасные спектры Каллисто с высоким разрешением. В феврале-марте 2007 года КА «Новые горизонты», находясь в пути к Плутону, получил новые изображения и спектры Каллисто.

### Проекты будущих КА
Предложенная к запуску в 2020 году Europa Jupiter System Mission (EJSM) представляет собой совместный проект НАСА и ЕКА по исследованию лун Юпитера и его магнитосферы. В феврале 2009 года ЕКА и НАСА подтвердили, что миссии был присвоен более высокий приоритет, чем Titan Saturn System Mission. Но так как ЕКА осуществляет одновременную поддержку других программ, то европейский вклад в эту программу сталкивается с финансовыми трудностями. EJSM будет состоять предположительно из 4 аппаратов: Jupiter Europa Orbiter (НАСА), Jupiter Ganymede Orbiter (ЕКА) и, возможно, Jupiter Magnetospheric Orbiter (JAXA), а также Jupiter Europa Lander (ФКА).

## Орбита и вращение

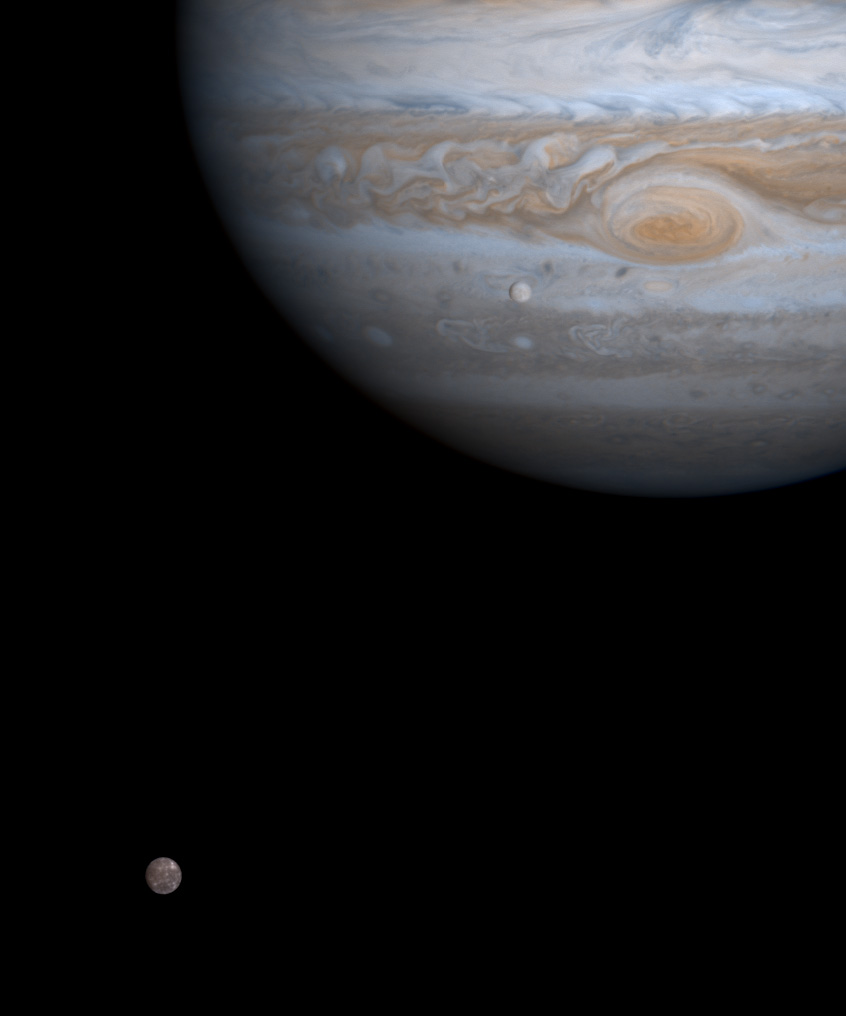
Каллисто (внизу и слева), Юпитер (наверху и справа) и Европа (ниже и левее Большого Красного Пятна). Фото было сделано с борта КА «Кассини»

Каллисто — внешняя из четырёх галилеевых лун. Её орбита пролегает на расстоянии в 1 882 000 км от Юпитера, что составляет примерно 26,3 его радиусов (71 492 км). Это значительно больше, чем радиус орбиты предыдущего галилеева спутника, Ганимеда, который составляет 1 070 000 км. Благодаря относительно отдалённой орбите Каллисто не находится и, вероятно, никогда не находилась в орбитальном резонансе с тремя другими галилеевыми спутниками.
Как и большинство регулярных спутников планет, Каллисто вращается синхронно с собственным орбитальным движением: длительность дня на Каллисто равна её орбитальному периоду и составляет 16,7 земных суток. Орбита спутника имеет небольшой эксцентриситет и наклон к экватору Юпитера, которые подвержены квазипериодическим изменениям из-за гравитационных возмущений от Солнца и планет на протяжении столетий. Диапазон изменений составляет 0,0072—0,0076 и 0,20—0,60° соответственно. Эти орбитальные возмущения также заставляют наклон оси вращения варьировать между 0,4° и 1,6°. Удалённость Каллисто от Юпитера привела к тому, что она никогда не подвергалась существенному приливному разогреву, и это имело важные последствия для внутренней структуры спутника и его геологической эволюции. Такое расстояние от Юпитера означает также, что поток заряженных частиц, выпадающих на поверхность Каллисто из магнитосферы Юпитера, относительно низкий — примерно в 300 раз ниже, чем на Европе. Следовательно, радиация не сыграла важной роли в формировании облика поверхности этого спутника, в отличие от других галилеевых лун. Уровень радиации на поверхности Каллисто создаёт мощность эквивалентной дозы примерно 0,01 бэр (0,1 мЗв) в сутки, то есть практически безопасен для человека.

## Физические характеристики

### Состав

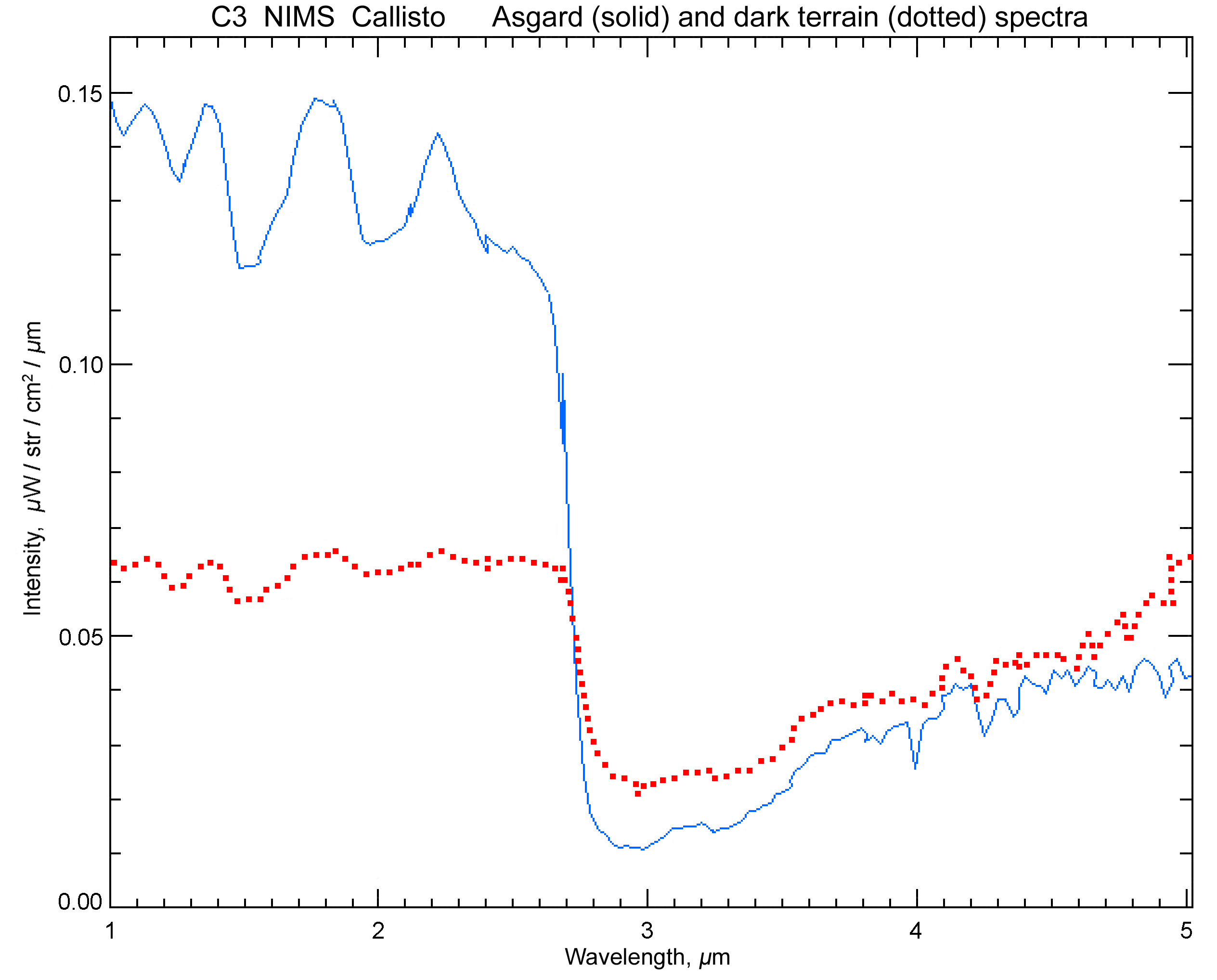
Ближний инфракрасный спектр тёмных кратерированных равнин (красный) и ударного кратера Асгард (голубой) показывает избыток в этом кратере водяного льда (линии поглощения с 1 до 2 мкм) и меньшее обилие скальных пород.

Средняя плотность Каллисто равна 1,83 г/см3. Это указывает на то, что она состоит из примерно равного количества водяного льда и скальных пород и дополнительных включений замёрзших газов. Массовая доля льдов составляет около 49—55 %. Точный состав каменной составляющей спутника не известен, но, вероятно, он близок к составу обычных хондритов класса L/LL, у которых по сравнению с хондритами класса H более низкое полное содержание железа, меньший процент металлического железа и больший — оксидов железа. Массовое соотношение между железом и кремнием в Каллисто лежит в пределах 0,9—1,3 (для примера, на Солнце это соотношение примерно равно 1:8).
Альбедо поверхности Каллисто примерно равно 20 %. Считается, что состав её поверхности примерно такой же, как состав её в целом. На её спектрах в ближней инфракрасной области видно полосы поглощения водяного льда на длинах волн 1,04, 1,25, 1,5, 2,0 и 3,0 микрометров. По-видимому, водяной лёд на поверхности Каллисто встречается повсеместно; его массовая доля составляет от 25 до 50 %. Анализ ближних инфракрасных и ультрафиолетовых спектров в высоком разрешении, полученных КА «Галилео» и наземными инструментами, выявил значительное количество и других веществ: гидратированные силикаты, содержащие магний и железо, углекислый газ, сернистый газ, а также, вероятно, аммиак и различные органические соединения. Результаты миссии указывают на наличие некоторого количества толинов на поверхности. Кроме того, спектральные данные указывают на сильную мелкомасштабную неоднородность поверхности спутника. Небольшие яркие пятна чистого водяного льда хаотично перемешаны с участками, покрытыми смесью камней и льда, и с обширными тёмными областями, покрытыми неледяными породами.
Поверхности Каллисто свойственна асимметрия: ведущее полушарие[g] темнее, чем ведомое. На остальных галилеевых спутниках ситуация обратная. Ведомое полушарие[g], судя по всему, богато углекислым газом, тогда как на ведущем больше сернистого газа. Множество относительно молодых ударных кратеров (подобных кратеру Адлинда) также обогащены углекислым газом. В целом, химический состав поверхности Каллисто, в особенности её тёмных областей, скорее всего близок составу астероидов D-класса, поверхность которых состоит из углеродосодержащей материи.

### Внутренняя структура

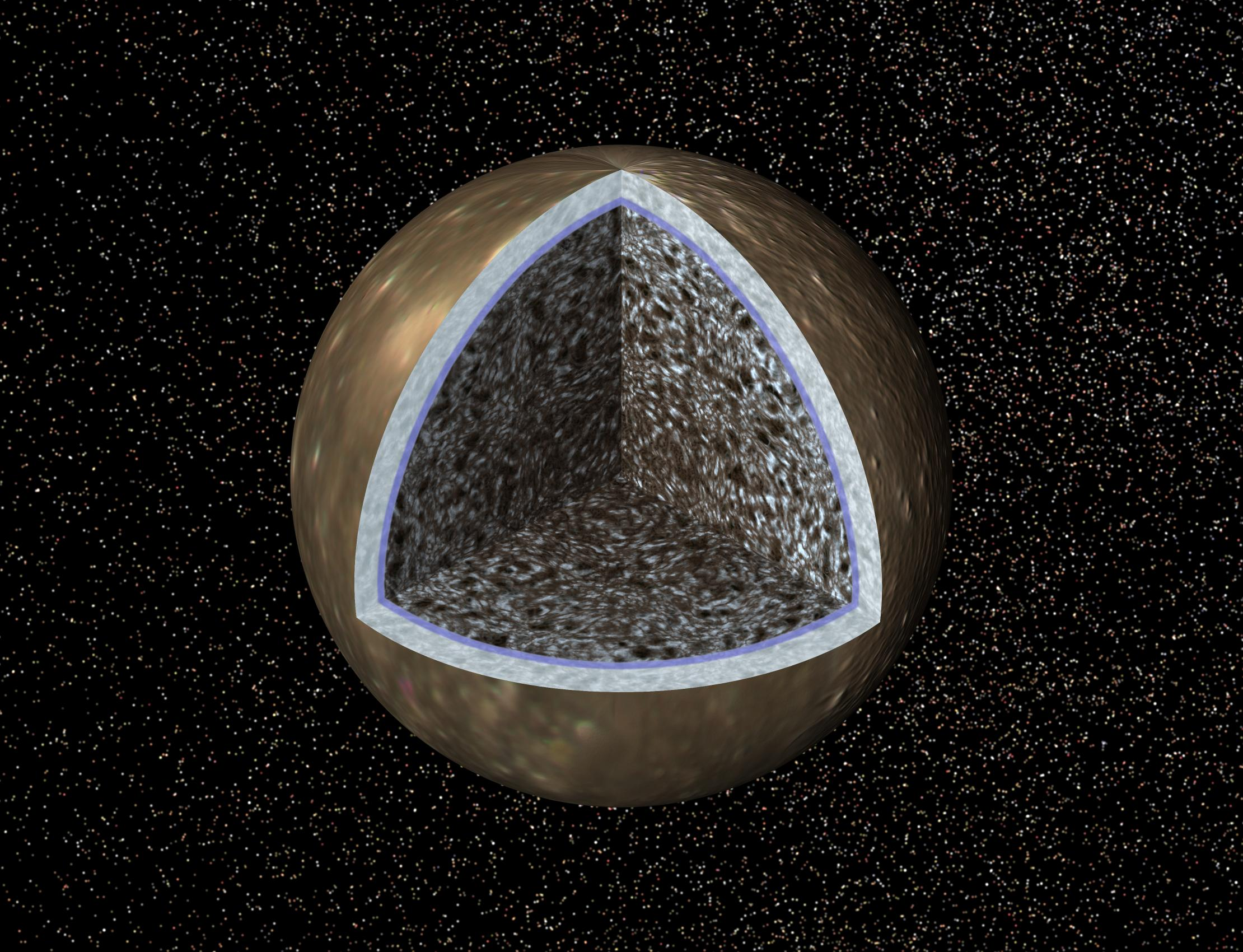
Модель внутреннего строения Каллисто. Показаны ледяная кора, возможный водный океан и ядро из льдов и камней

Сильно изрытый кратерами поверхностный слой Каллисто покоится на холодной и жёсткой ледяной литосфере, толщина которой по разным оценкам составляет от 80 до 150 км. Если исследования магнитных полей вокруг Юпитера и его спутников были интерпретированы верно, то под ледяной корой может находиться солёный океан глубиной 50—200 км. Было обнаружено, что Каллисто взаимодействует с магнитным полем Юпитера как хорошо проводящий шар: поле не может проникнуть в недра спутника, что указывает на наличие сплошного слоя из электропроводящей жидкости толщиной не менее 10 км. Существование океана становится более вероятным, если предположить наличие в нём небольшого количества (до 5 % по массе) аммиака или иного антифриза. В таком случае глубина океана может доходить до 250—300 км. Покоящаяся над океаном литосфера может быть несколько толще — до 300 км.
Недра Каллисто, лежащие ниже литосферы и предполагаемого океана, судя по всему, не являются ни полностью однородными, ни полностью расслоёнными, а представляют собой смесь веществ с постепенным ростом доли силикатов с глубиной. На это указывает низкое значение момента инерции[h] спутника (по данным «Галилео» он равен (0,3549 ± 0,0042)×mr2). Другими словами, Каллисто лишь частично дифференцирована. Значения плотности и момента инерции совместимы с наличием в центре спутника маленького силикатного ядра. В любом случае, радиус такого ядра не может превышать 600 км, а его плотность может лежать в пределах от 3,1 до 3,6 г/см3. Таким образом, недра Каллисто разительно отличаются от недр Ганимеда, которые, судя по всему, дифференцированы полностью.

### Детали поверхности

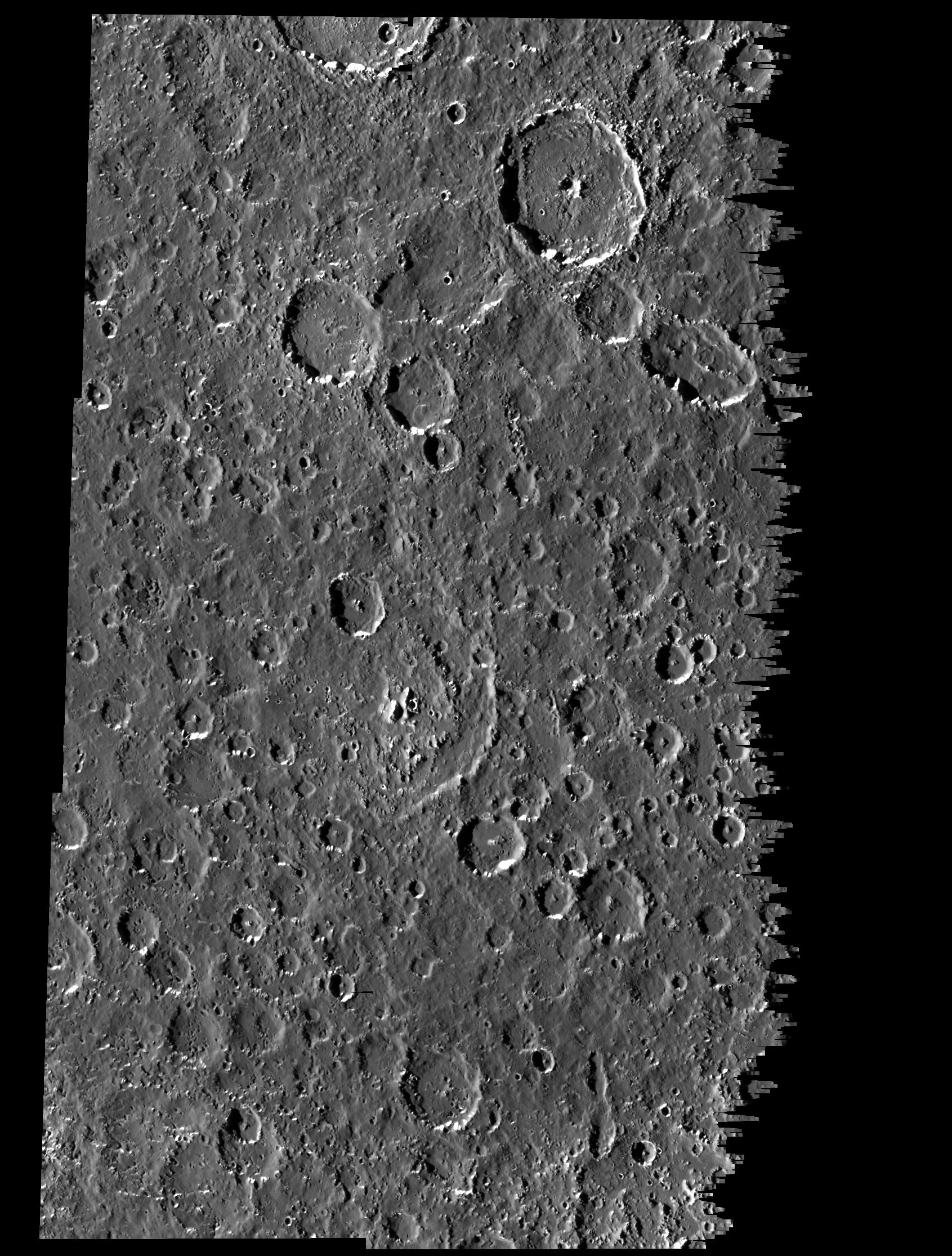
Изображение, полученное КА «Галилео», на котором видны кратерированные равнины с выраженным локальным выравниванием поверхности спутника.

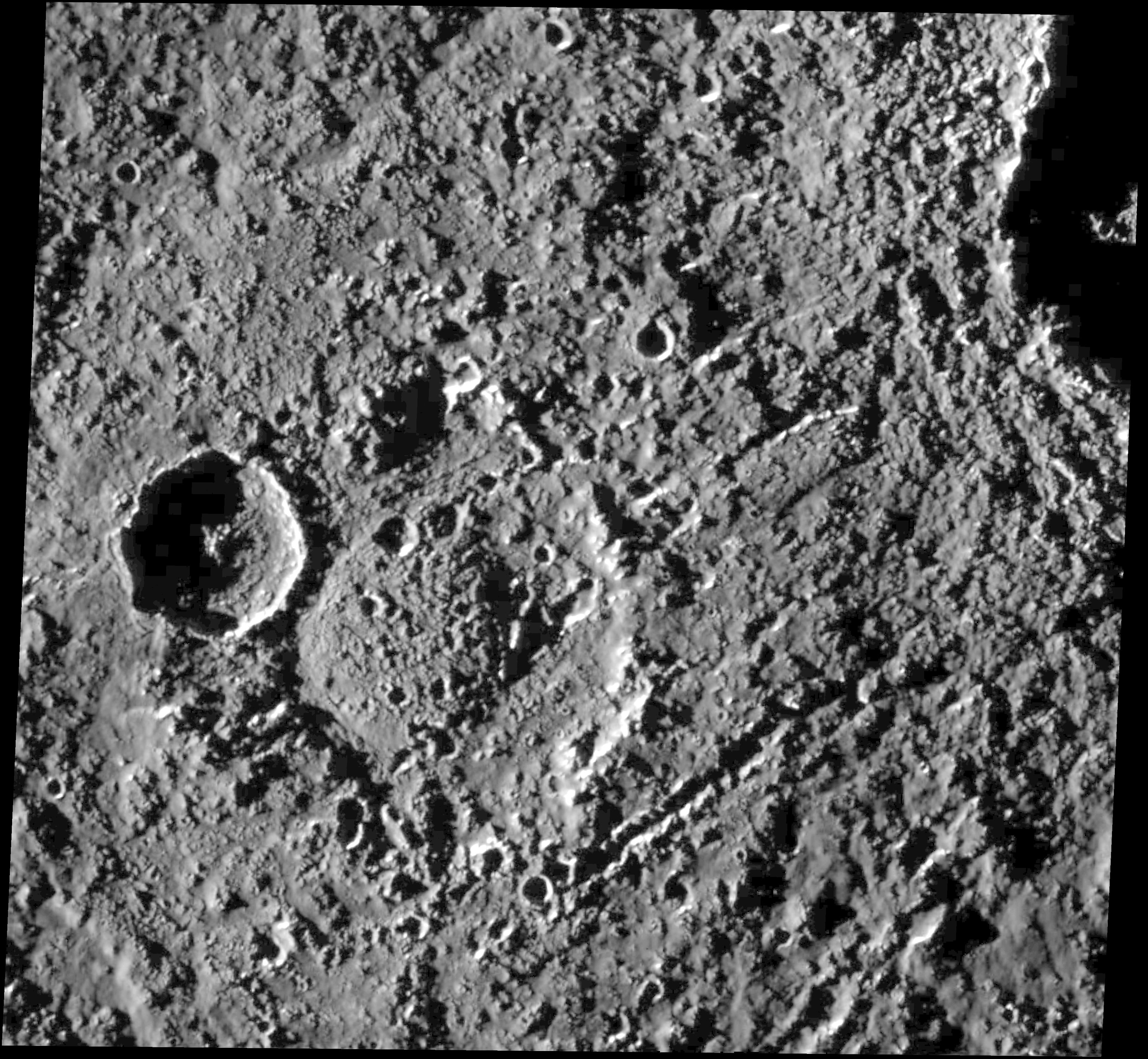
Ударный кратер Хар с центральным куполом. Несколько цепочек на снимке — следы формирования другого ударного кратера с названием Тиндр в верхнем правом углу изображения.

Древняя поверхность Каллисто — одна из самых сильно кратерированных в Солнечной системе. Плотность кратеров на поверхности спутника настолько велика, что почти каждый новый ударный кратер накладывается на старый или ложится так близко к соседнему, что его разрушает. Крупномасштабная геология Каллисто относительно проста: на спутнике нет никаких крупных гор, вулканов и подобных эндогенных тектонических структур. Ударные кратеры и многокольцевые структуры вместе со связанными разломами, уступами и отложениями — единственные крупные геоструктуры, различимые на поверхности.
Поверхность Каллисто можно разделить на следующие геологически отличные регионы: кратерированные равнины, светлые равнины, яркие и тёмные гладкие равнины, а также различные районы, связанные с ударными кратерами и частями многокольцевых геоструктур. Кратерированные равнины покрывают бо́льшую часть поверхности спутника, и это самые древние её участки. Они покрыты смесью льдов и скальных пород. Светлые равнины не так распространены. Они включают яркие ударные кратеры вроде Бура и Лофна, а также следы от более древних и крупных кратеров, известные как палимпсесты,[i] центральные регионы многокольцевых геоструктур и изолированные участки на кратерированных равнинах. Считается, что светлые равнины покрыты ледяными выбросами импактного происхождения. Яркие, сглаженные равнины редко встречаются на поверхности Каллисто и представлены в основном в районе впадин и борозд около Вальхаллы и Асгарда, или некоторыми участками кратерированных равнин. Первоначально считалось, что они связаны с эндогенной активностью спутника, но фотографии с высоким разрешением, сделанные КА «Галилео», демонстрируют, что яркие и гладкие равнины связаны с потрескавшейся и бугристой поверхностью и не имеют признаков тектонического или вулканического происхождения. Изображения с КА «Галилео» также позволили различить небольшие тёмные сглаженные районы площадью менее 10 000 км², которые окружают более пересечённую местность. Возможно, они покрыты выбросами криовулканов. Так как плотность кратеров в равнинных участках ниже фоновой, эти участки должны быть относительно молодыми.

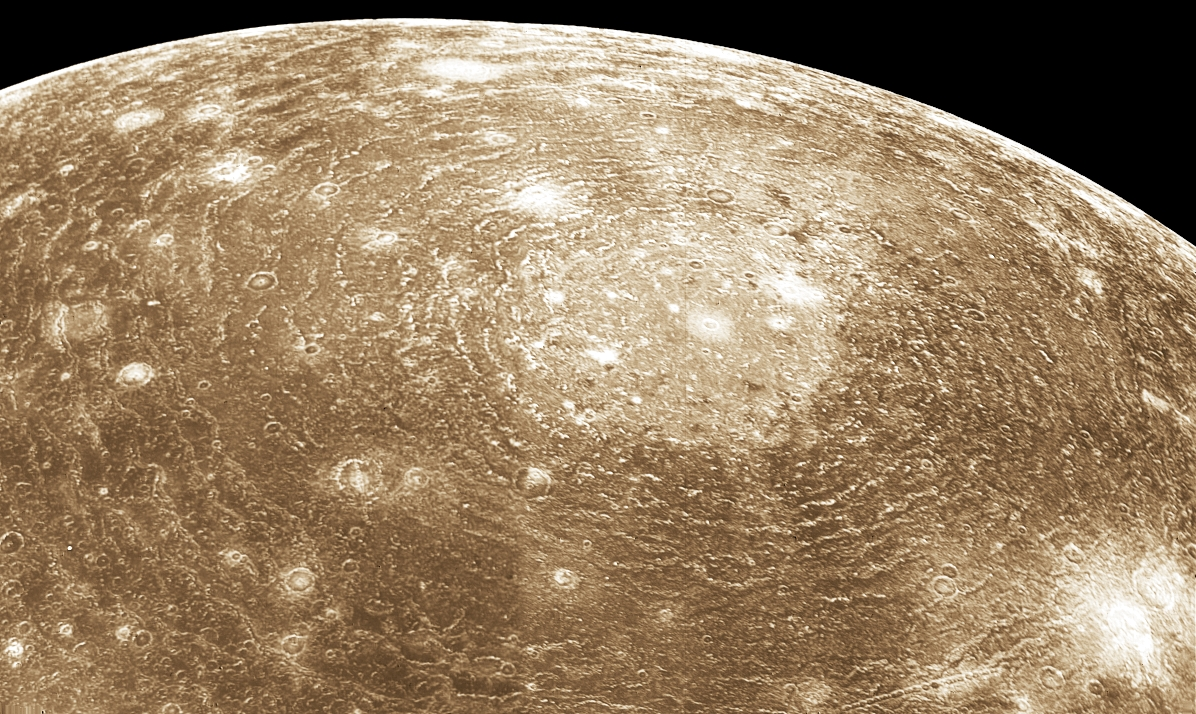
Изображение Вальхаллы, многокольцевой астроблемы с диаметром около 3800 км, полученное КА Вояджер-1.

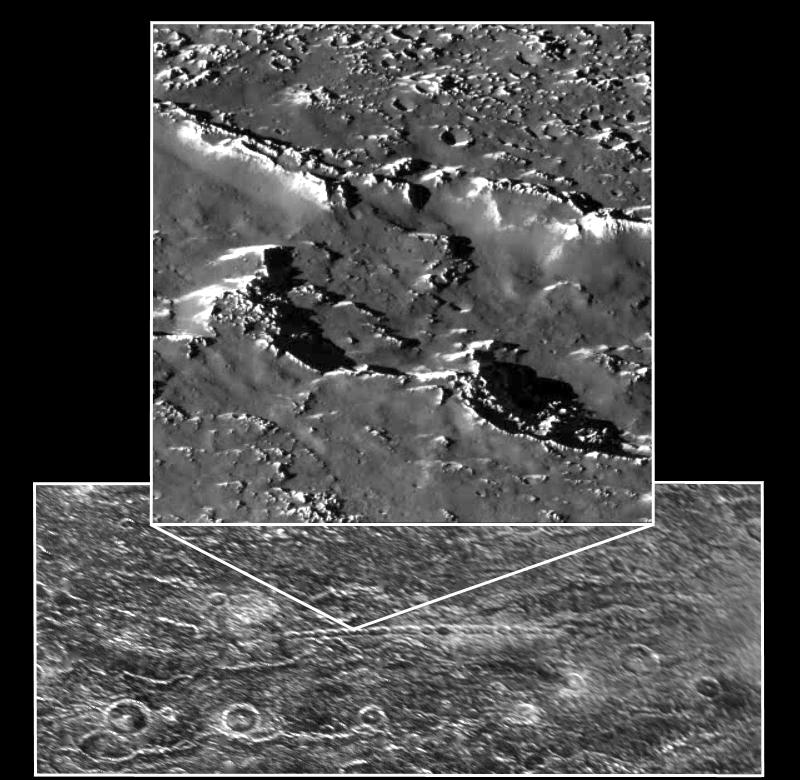
Цепочка Гомул и её увеличенный фрагмент

Крупнейшие геоструктуры на Каллисто — многокольцевые бассейны, которые иногда называют амфитеатрами или цирками из-за своего внешнего вида. Наиболее крупный из них — Вальхалла с ярким центральным регионом диаметром 600 км, который окружают концентрические кольца радиусом до 1800 км. Вторая по величине цирковая структура, Асгард, имеет поперечник приблизительно 1600 км. Многокольцевые структуры, вероятно, образованы разломами литосферы, лежащей на рыхлых или жидких слоях (возможно, на океане) после столкновений с крупными небесными телами. Также на поверхности Каллисто есть цепочки из ударных кратеров (иногда слившихся друг с другом). Вероятно, они возникли при столкновении с Каллисто остатков объектов, которые, подойдя чрезмерно близко к Юпитеру — ещё до своего столкновения с Каллисто, — были разрушены приливными силами. Возможно также, что цепочки образовались при пологих касательных столкновениях с постепенным разрушением падающих тел. В последнем случае их разрушение могло произойти вследствие их взаимодействия с неровностями рельефа спутника, либо быть результатом комбинации приливного действия Каллисто и центробежных сил из-за их собственного вращения (см. также Спутники астероидов).
Обычные ударные кратеры, видимые на спутнике, имеют размер от 0,1 км (этот лимит определяется разрешающей способностью камер КА) до 200 км. Небольшие кратеры, с диаметрами менее 5 км, имеют форму чаши с вогнутым или плоским дном. Кратеры размером от 5 до 40 км обычно имеют центральную горку. Более крупные кратеры (размером 25—100 км) вместо неё имеют центральную ямку, как, например, структура Тиндр. Крупнейшие кратеры (с размерами от 60 км) могут иметь в центре своего рода «купола», что является следствием тектонического подъёма после столкновения (например, Дох и Хар).
Как упоминалось выше, на поверхности Каллисто были обнаружены небольшие участки чистого водяного льда с альбедо выше 80 %, окружённые более тёмной материей. Фотографии с высоким разрешением, полученные КА «Галилео», показали, что эти яркие участки преимущественно расположены на возвышенностях — на валах кратеров, уступах, гребнях и буграх. Вероятно, они покрыты тонкими отложениями водяного инея. Тёмная материя обычно находится в окружающих низменностях и выглядит относительно гладкой и ровной. Нередко она образует участки до 5 км поперечником на дне кратеров и в межкратерных понижениях.

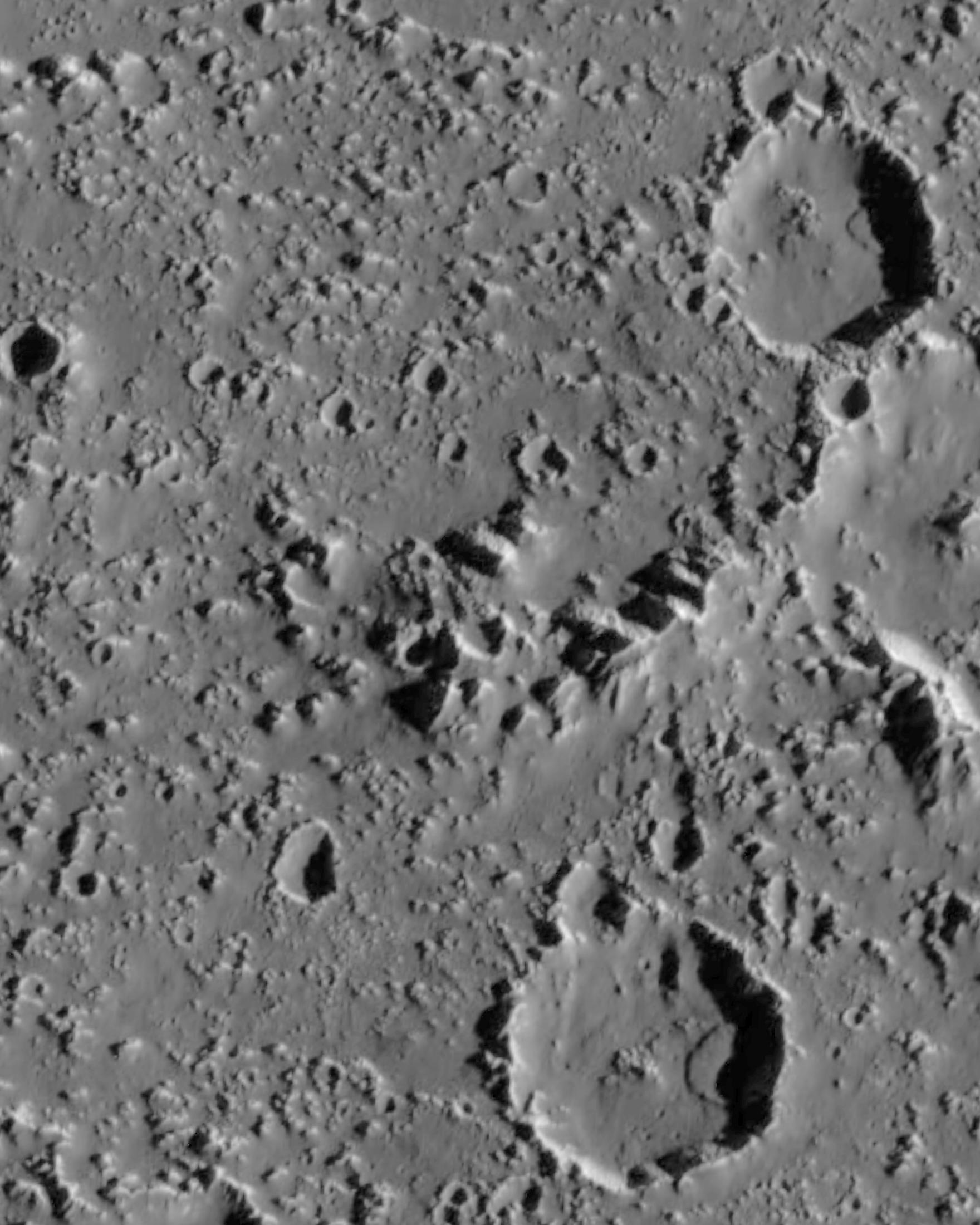
Два оползня длиной 3—3,5 км в правой части двух крупных кратеров.

На масштабах менее километра рельеф Каллисто сглажен эрозией сильнее, чем рельеф остальных ледяных галилеевых лун. Концентрация небольших ударных кратеров (с диаметрами менее 1 км) там меньше, чем, например, на тёмных равнинах Ганимеда. Вместо небольших кратеров почти повсеместно видны небольшие бугры и впадины. Считается, что бугры — это остатки валов кратеров, разрушенных ещё не до конца ясными процессами. Наиболее вероятная причина этого явления — медленная сублимация льдов из-за солнечного нагрева (на дневной стороне температура достигает 165 К). Сублимация воды или иных летучих соединений из «грязного льда», из которого состоят кромки кратеров, вызывает их разрушение, а неледяные составляющие кромок образуют обвалы. Такие обвалы, часто наблюдаемые и вблизи от кратеров и внутри них, в научной литературе получили название «осколочного фартука» (англ. debris apron). Иногда кратерные валы прорезаны так называемыми «оврагами» — извилистыми бороздами, которые имеют аналоги на Марсе. Если гипотеза о сублимации льдов правильна, то лежащие в низменностях тёмные участки поверхности состоят из преимущественно бедных летучими веществами пород, которые взялись из разрушенных валов, окружавших кратеры, и накрыли собой ледяную поверхность Каллисто.
Примерный возраст участков поверхности Каллисто определяется по плотности их кратерирования. Чем старее поверхность, тем плотнее она кратерирована. Абсолютных датировок деталей рельефа Каллисто нет, но согласно теоретическим оценкам, кратерированные равнины имеют возраст в основном около 4,5 миллиардов лет, что примерно соответствует возрасту Солнечной системы. Оценка возраста многокольцевых структур и различных ударных кратеров зависит от принятого значения скорости кратерирования, и оценивается различными авторами от 1 до 4 млрд лет.

### Атмосфера и ионосфера

Индуцированное магнитное поле вокруг Каллисто

У Каллисто была обнаружена крайне разреженная атмосфера из углекислого газа. Она была зафиксирована спектрометром для картирования в ближней инфракрасной области (NIMS) на борту КА «Галилео» по линии поглощения на длине волны 4,2 микрометра. Приповерхностное давление оценивается приблизительно в 7,5 ⋅10−12 бар (0,75 мкПа), а концентрация частиц — в 4⋅108 частиц/см3. Без пополнения такая атмосфера была бы утеряна за 4 дня (см. Диссипация атмосфер планет), и это значит, что она постоянно пополняется — очевидно, благодаря сублимации замёрзшего углекислого газа, что согласуется с гипотезой о деградации валов кратеров вследствие сублимации льдов.
Ионосфера у Каллисто также была обнаружена именно во время пролёта КА Галилео; и её высокая электронная плотность (7—17⋅104 см−3) не может объясняться фотоионизацией одного лишь атмосферного углекислого газа. На этом основано предположение, что атмосфера Каллисто на самом деле состоит в основном из молекулярного кислорода, и его массовая доля в 10—100 раз превышает долю углекислого газа.
Однако прямых наблюдений кислорода в атмосфере Каллисто ещё нет (на 2012 год). Наблюдения с «Хаббла» (HST) позволили установить верхний предел его концентрации, который согласуется с данными спутника «Галилео» об ионосфере. В то же время HST обнаружил конденсированный кислород на поверхности Каллисто.

## Происхождение и эволюция
Слабая дифференциация Каллисто, на которую указывают измерения момента инерции, означает, что спутник никогда не был разогрет до температур, достаточных для расплавления льдов, которые составляют его немалую часть. Поэтому наиболее вероятно, что спутник образовался в ходе медленной аккреции внешних слоёв разреженной газопылевой туманности, которая окружала Юпитер в процессе его образования. Тепло, генерируемое столкновениями, радиоактивным распадом и сжатием спутника, при достаточно медленной аккреции вещества успешно отводилось в космос, что предотвратило плавление льдов и быстрое расслоение веществ с разными плотностями. Предположительно спутник сформировался за время 0,1 —10 млн лет.

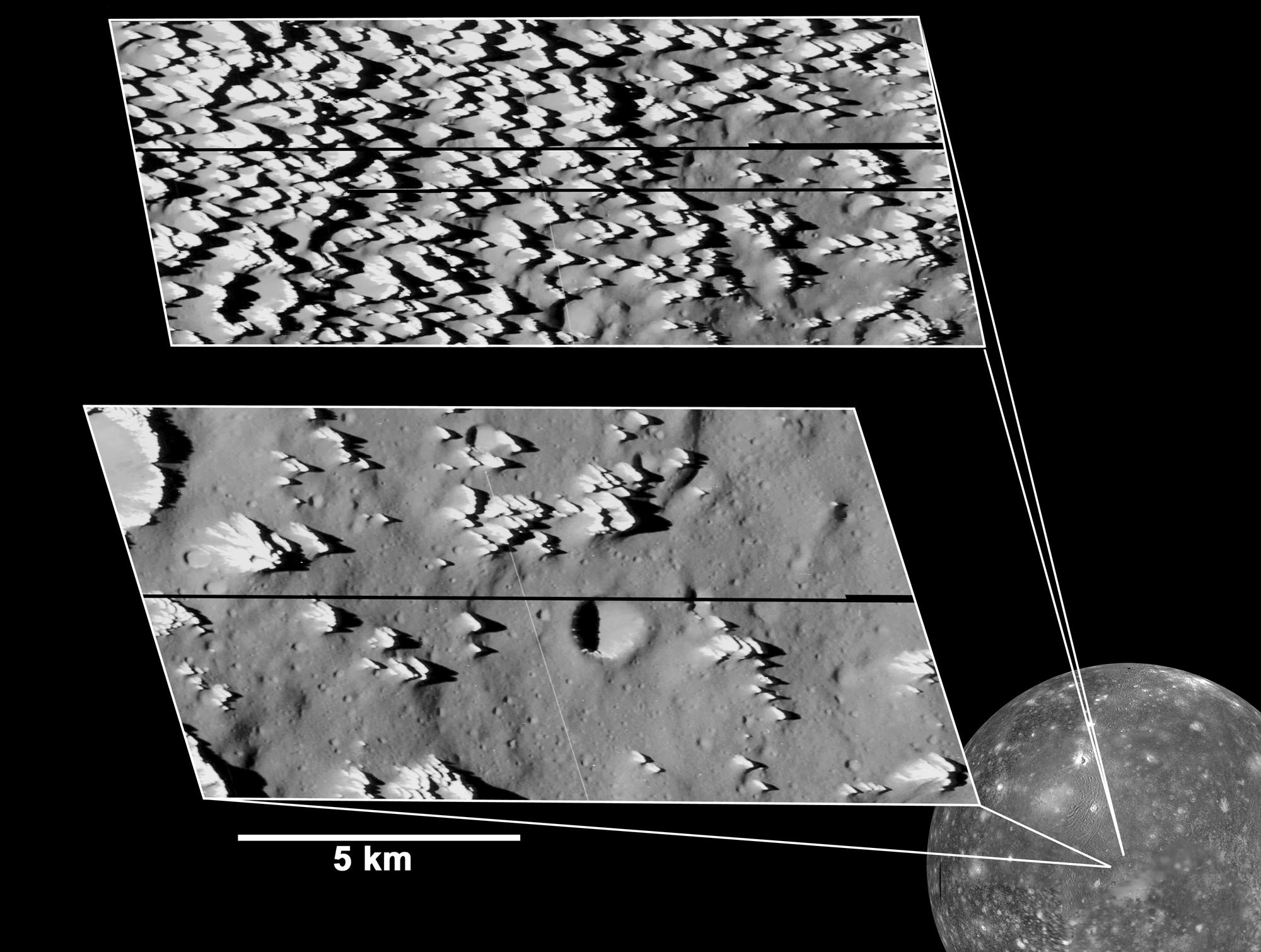
Фото эродирующих (выше) и полностью эродировавших (ниже) бугров (~100 м высотой), возможно сформировавшихся из материи, выброшенной при столкновении

Дальнейшая эволюция Каллисто после аккреции определялась радиоактивным нагревом, охлаждением поверхности через лучистый перенос, а также конвекцией твёрдого или полутвёрдого вещества в её недрах. Так как в силу температурной зависимости вязкости льда перемешивание внутренних слоёв должно начинаться только при температуре, близкой к температуре его плавления, полутвёрдая конвекция является одной из главных проблем в моделировании недр всех ледяных спутников, включая Каллисто. Этот процесс исключительно медленный — со скоростью движения льда ≈1 см/год, но несмотря на это является эффективным охлаждающим механизмом на длительных временных отрезках. Постепенно процесс переходит в так называемый «режим закрытой крышки», когда жёсткий и холодный внешний слой спутника проводит тепло без конвекции, тогда как льды под ним находятся в состоянии полутвёрдой конвекции. В случае Каллисто внешний проводящий уровень представляет собой твёрдую и холодную литосферу толщиной около 100 км, которая достаточно эффективно препятствует внешним проявлениям тектонической активности на спутнике. Конвекция в недрах Каллисто может быть многоуровневой по причине разных кристаллических фаз водяного льда на разных глубинах: на поверхности, при минимальной температуре и давлении, он находится в фазе I, тогда как в центральных областях должен находиться в фазе VII. Рано начавшаяся полутвёрдая конвекция в недрах Каллисто могла предотвратить крупномасштабное плавление льдов и последующую дифференциацию, которая иначе сформировала бы каменное ядро и ледяную мантию. Но очень медленная дифференциация недр Каллисто шла в течение миллиардов лет, и, возможно, продолжается по сей день.
Текущие представления об истории Каллисто допускают существование подповерхностного океана из жидкой воды. Это связано с аномальным поведением температуры плавления льда I, которая уменьшается с давлением, достигая температуры в 251 K при 2070 барах (207 МПа). Во всех правдоподобных моделях температура на глубине между 100 и 200 км очень близка или немного превышает это значение. Присутствие даже небольших количеств аммиака — даже около 1—2 % по массе — практически гарантирует существование жидкого слоя, потому как аммиак ещё более понижает температуру плавления.
Хотя Каллисто и напоминает — по крайней мере по объёму и массе — Ганимед, у неё была гораздо более простая геологическая история. Поверхность Каллисто формировалась преимущественно ударными столкновениями и другими внешними силами. В отличие от соседнего Ганимеда с его бороздчатыми поверхностями, на ней мало признаков тектонической активности. Эти различия Каллисто и Ганимеда объясняют разными условиями формирования, более сильным приливным нагревом Ганимеда или бо́льшим влиянием на него поздней тяжёлой бомбардировки. Относительно простая геологическая история Каллисто служит отправной точкой для планетологов при сравнении её с более сложными и активными объектами.

Сопоставление размеров Земли, Луны и Каллисто

## Возможность жизни в океане
Как и в случае Европы и Ганимеда, популярна идея о возможности существования в подповерхностном океане Каллисто внеземной микробной жизни. Однако на Каллисто условия для жизни несколько хуже, чем на Европе или Ганимеде. Основные причины: недостаточность соприкосновения с горными породами и низкий тепловой поток из недр спутника. Учёный Торренс Джонсон сказал следующее об отличии условий жизни на Каллисто от остальных галилеевых спутников:
Основными компонентами, важными для возникновения жизни, — называемыми "пребиотической химией" — обладают множество объектов Солнечной системы, вроде комет, астероидов и ледяных спутников. Биологи сходятся на том что обязательным условием для жизни служит наличие источника энергии и жидкой воды, таким образом было бы интересно найти воду в жидкой форме вне Земли. Но наличие мощного источника энергии также важно, а в настоящий момент океан Каллисто греется лишь за счёт радиоактивного распада, тогда как океан Европы — ещё и приливными силами, благодаря близости к Юпитеру.
На основе этих и других соображений считается, что среди всех галилеевых лун у Европы самые большие шансы на поддержание жизни, по крайней мере, микробной.

## Потенциал для колонизации

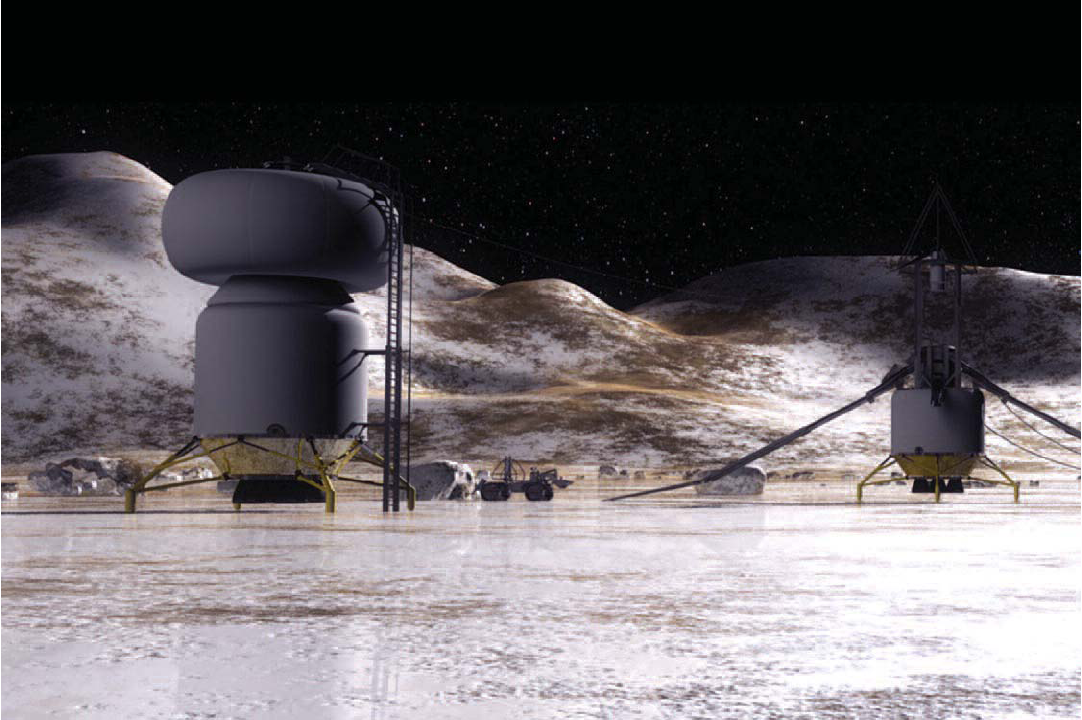
База на Каллисто в представлении художника

Начиная с 1980-х годов Каллисто считается привлекательной целью для пилотируемого космического полёта после аналогичной миссии на Марс благодаря тому, что лежит вне радиационного пояса Юпитера.
В 2003 НАСА провела концептуальное исследование под названием Human Outer Planets Exploration (HOPE — рус. Надежда), в котором было рассмотрено будущее освоения человечеством внешней Солнечной системы. Одной из детально рассмотренных целей была Каллисто.
Было предложено в перспективе построить на спутнике станцию по переработке и производству топлива из окружающих льдов для КА, направляющихся для исследования более отдалённых областей Солнечной системы, помимо этого лёд можно было бы использовать и для добычи воды. Одним из преимуществ основания такой станции именно на Каллисто считается низкий уровень радиационного излучения (благодаря отдалённости от Юпитера) и геологическая стабильность. С поверхности спутника можно было бы удалённо, почти в режиме реального времени исследовать Европу, а также создать на Каллисто промежуточную станцию для обслуживания КА, направляющихся к Юпитеру для совершения гравитационного манёвра в целях полёта во внешние области Солнечной системы.
Исследование называет программу EJSM предпосылкой к пилотируемому полёту. Считается, что к Каллисто отправится от одного до трёх межпланетных кораблей, один из которых будет нести экипаж, а остальные — наземную базу, устройство для добычи воды и реактор для выработки энергии. Предполагаемая длительность пребывания на поверхности спутника: от 32 до 123 суток; сам полёт, как считается, займёт от 2 до 5 лет.
В вышеупомянутом отчёте НАСА за 2003 год было предположено, что пилотируемая миссия к Каллисто будет возможна к 2040-м годам, а также были упомянуты технологии, которые должны быть разработаны и опробованы до указанного срока, вероятно, до и в ходе пилотируемых полётов к Луне и Марсу.